# Provincia di Mizque
La provincia di Mizque è una delle 16 province del dipartimento di Cochabamba, nella parte centrale della Bolivia. Il capoluogo è Mizque.
Secondo il censimento del 2001 possedeva una popolazione di 36.181 abitanti.

## Geografia antropica

### Suddivisioni amministrative
La provincia comprende 3 comuni:
- Alalay
- Mizque
- Vila Vila